# Giorgio Larocchi
Giorgio Larocchi (Muggiò, 10 ottobre 1929 – Arcore, 6 ottobre 2007) è stato un pittore e poeta italiano.

## Biografia
Nacque nel 1929 nella città di Muggiò, dimostrando fin da tenera età brillante intelligenza e grandi capacità pittoriche. Nel 1957 fece il suo esordio nel Premio Diomira, e successivamente partecipò ad altri concorsi, quali Premi La Spezia, San Fedele 1959, San Marino, Apollinaire 1960, Arezzo, Ramazzotti 1963, Città di Lucca e altri.
A partire dai primi anni novanta iniziò a dedicarsi alla poesia, di cui pubblicò un libro, Esercizi di melanconia, nel 2006. È deceduto ad Arcore, in cui viveva da molti anni, il 6 ottobre 2007.